# 475 (číslo)
Čtyři sta sedmdesát pět je přirozené číslo. Následuje po číslu čtyři sta sedmdesát čtyři a předchází číslu čtyři sta sedmdesát šest. Římskými číslicemi se zapisuje CDLXXV a řeckými číslicemi υοε.

## Matematika
475 je:
- Deficientní číslo
- Složené číslo
- Nešťastné číslo

## Astronomie
- (475) Ocllo je planetka hlavního pásu, kterou objevil v roce 1901 DeLisle Stewart

## Roky
- 475
- 475 př. n. l.